# Illusion (bài hát của aespa)
"Illusion" (tiếng Hàn: 도깨비불; Romaja: Dokkaebibul) là đĩa đơn quảng bá của nhóm nhạc nữ Hàn Quốc aespa nằm trong đĩa mở rộng thứ hai của nhóm Girls. Đĩa được phát hành vào ngày 1 tháng 6 năm 2022 bởi SM Entertainment và Warner Records dưới dạng một ca khúc phát hành trước bất ngờ của đĩa mở rộng. Được viết bởi Lee Thor (Lalala Studio) với phần sáng tác và biên khúc được xử lý bởi G'harah "PK" Degeddingseze, Patricia Battani và Steve Octave, "Illusion" là một bài hát điện tử hip hop, synth-pop và dance có "năng lượng cao" với phần điệp khúc nhiều âm trầm và các yếu tố thể hiện hyperpop.

## Bối cảnh và phát hành
Ngày 1 tháng 6 năm 2022, SM Entertainment thông báo aespa sẽ phát hành đĩa mở rộng thứ hai Girls vào ngày 8 tháng 7. Cùng với thông báo, aespa bất ngờ tung ra "Illusion" dưới dạng ca khúc phát hành trước từ EP, kèm theo video lời bài hát "mang hơi hướng tương lai" cùng ngày. Bài hát đánh dấu sự hợp tác đầu tiên của nhóm với Warner Records.

## Phát triển và sáng tác
"Illusion" được viết bởi Lee Thor (Lalala Studio) với phần sáng tác và biên khúc do G'harah "PK" Degeddingseze, Patricia “Tricia” Battani và Steve Octave phụ trách. Bài hát được mô tả là một bài hát điện tử hip hop, synth-pop, dance và EDM-trap "năng lượng cao" với "âm thanh bass 808 mạnh mẽ và bắt tai". Bài hát có các yếu tố thể hiện hyperpop, bao gồm "bộ gõ lập dị cho mũ hi-hat và tiếng nhấp chuột điện, giống như bản khắc gỗ". Về phần lời, bài hát được mô tả là có "màu sắc riêng của aespa" chẳng hạn như "so sánh mong muốn quyến rũ và nuốt chửng đối thủ của mình bằng ngọn lửa yêu tinh". Bài hát cũng có âm thanh xì xụp của một trong những người sáng tác bài hát, Patricia “Tricia” Battani. "Illusion" được sáng tác ở cung Rê thứ, tiết tấu 90 nhịp một phút.
Trong một cuộc phỏng vấn với The Art Of Listening, các nhà sản xuất của bài hát là G'harah "PK" Degeddingsezeand và Tricia Battani đã nói rằng lời bài hát "Yummy Yummy in my Tummy Tummy" được lấy cảm hứng từ những đoạn thoại của bộ phim hành động năm 2008 Punisher: War Zone. Họ cũng tiết lộ rằng ban đầu bài hát có tên là "Dessert" và có lời bài hát nói về "một món tráng miệng ngon và hấp dẫn".

## Đánh giá chuyên môn
Bài hát đã nhận được đánh giá tích cực từ các nhà phê bình âm nhạc. Crystal Bell của Nylon đã mô tả bài hát là "tiếng gọi của còi báo động synthpop với âm trầm nghe rất hay" và nó "làm nổi bật nét quyến rũ trong giọng hát của từng thành viên". Viết cho Consequence of Sound, Mary Siroky đặt tên bài hát là "một ca khúc 'đỉnh cao'" mang đến "nhịp điệu sôi động và phần điệp khúc bắt tai". Robin Murray của Clash đã gọi ca khúc này là "sự trở lại lấp lánh, đầy hấp dẫn nằm trong đường đua synth-pop". Mashable đã xếp bài hát ở vị trí thứ 11 trong danh sách "16 bài hát K-pop hay nhất năm 2022": "Để đánh dấu sự khởi đầu của kỷ nguyên mới, aespa đã phát hành "Illusion", một bản điện tử phát hành trước, bài hát được xây dựng dựa trên synth-pop của nhóm với những câu luyến láy đầy mê hoặc".
| Phê bình/Xuất bản | Danh sách                                 | Hạng     | Ng.    |
| ----------------- | ----------------------------------------- | -------- | ------ |
| Amazon Music      | Best of 2022: K-Pop                       | 37       | [ 13 ] |
| Consequence       | Top 50 Songs of 2022                      | 35th     | [ 14 ] |
| Cosmopolitan      | The 15 Best K-pop Songs of 2022           | 13th     | [ 15 ] |
| Deezer            | K-POP 2022 Hits                           | Không có | [ 16 ] |
| Hypebae           | Best K-Pop Songs and Music Videos of 2022 | 18       | [ 17 ] |
| MTV               | The 22 Best K-pop B-Sides of 2022         | 5th      | [ 18 ] |
| NME               | The 25 best K-pop songs of 2022           | 17th     | [ 19 ] |
| The Review Geek   | 15 Best K-Pop Songs of 2022               | Không có | [ 20 ] |

## Danh sách người thực hiện
Credit phỏng theo ghi chú trên bìa của Girls.

### Nơi thu âm
- SM Starlight Studio – thu âm, chỉnh sửa kỹ thuật số
- SM Blue Cup Studio – mixing

### Cá nhân
- aespa – giọng hát, giọng nền
- Lee Thor (Lalala Studio) – viết lời
- G'harah "PK" Degeddingseze – soạn nhạc, biên khúc
- Steve Octave – soạn nhạc
- Patricia Battani – biên khúc
- Maxx Song – chỉ đạo thanh nhạc, chỉnh sửa kỹ thuật số
- Jeong Yoo-ra – thu âm, chỉnh sửa kỹ thuật số
- Jung Eui-seok – mixing

## Bảng xếp hạng
| Bảng xếp hạng (2022)              | Thứ hạng cao nhất |
| --------------------------------- | ----------------- |
| Global Excl. US (Billboard)       | 150               |
| Singapore hàng đầu khu vực (RIAS) | 15                |
| Hàn Quốc (Circle)                 | 15                |
| Việt Nam (Vietnam Hot 100)        | 39                |

| Bảng xếp hạng (2022) | Thứ hạng |
| -------------------- | -------- |
| Hàn Quốc (Circle)    | 16       |

## Lịch sử phát hành
| Khu vực   | Ngày               | Định dạng                  | Hãng              |
| --------- | ------------------ | -------------------------- | ----------------- |
| Nhiều nơi | 1 tháng 6 năm 2022 | Digital download streaming | SM Warner Dreamus |